# Aqababahn
| Phosphatzug bei Wadi Rum |          |                                |                                |
| Streckenlänge: | 116,8 km |                                |                                |
| Spurweite: | 1050 mm  |                                |                                |
| |          |                                |                                |
| \| \| \| von Amman \| \| \| \| 0,0 \| Hitiya (Aqaba al-Hidschaziyya) \| Hitiya (Aqaba al-Hidschaziyya) \| \| \| 5,5 \| Batn al-Ghul \| Batn al-Ghul \| \| \| \| nach Medina \| \| \| \| 40,6 \| Disi \| Disi \| \| \| 58,1 \| Wadi Rum \| Wadi Rum \| \| \| 90,0 \| Umran \| Umran \| \| \| 105,0 \| Dschutm \| Dschutm \| \| \| 115,8 \| Akaba (Betriebswerk) \| Akaba (Betriebswerk) \| \| \| 116,8 \| Hafen Akaba \| Hafen Akaba \| |          |                                |                                |
| Strecke |          | von Amman                      | von Amman                      |
| ehemaliger Dienststation / Betriebs- oder Güterbahnhof | 0,0      | Hitiya (Aqaba al-Hidschaziyya) | Hitiya (Aqaba al-Hidschaziyya) |
| ehemaliger Dienststation / Betriebs- oder Güterbahnhof | 5,5      | Batn al-Ghul                   | Batn al-Ghul                   |
| Abzweig geradeaus und ehemals nach links |          | nach Medina                    | nach Medina                    |
| ehemaliger Dienststation / Betriebs- oder Güterbahnhof | 40,6     | Disi                           | Disi                           |
| ehemaliger Dienststation / Betriebs- oder Güterbahnhof | 58,1     | Wadi Rum                       | Wadi Rum                       |
| ehemaliger Dienststation / Betriebs- oder Güterbahnhof | 90,0     | Umran                          | Umran                          |
| ehemaliger Dienststation / Betriebs- oder Güterbahnhof | 105,0    | Dschutm                        | Dschutm                        |
| ehemaliger Betriebs-/Güterbahnhof Strecke ab hier außer Betrieb | 115,8    | Akaba (Betriebswerk)           | Akaba (Betriebswerk)           |
| Betriebs-/Güterbahnhof Streckenende (Strecke außer Betrieb) | 116,8    | Hafen Akaba                    | Hafen Akaba                    |

Die Aqababahn ist eine Eisenbahnstrecke, die in Ergänzung zum Netz der Hedschasbahn in Jordanien gebaut wurde. Sie diente dem Transport von Phosphat aus den Phosphatgruben von Abiad und Wadi el Hassa zum Hafen von Aqaba. Der Begriff wird auch für die Betreibergesellschaft, die Phosphat Railway Cooperation, verwendet, die sowohl diese Neubaustrecke als auch ein Stück der Hedschasbahn befuhr.

## Bedeutung
Eine Zweigstrecke der Hedschasbahn sollte schon im Rahmen des Baus der Stammstrecke Anfang des 20. Jahrhunderts verwirklicht werden. Das scheiterte aber am Veto Großbritanniens, das dies als wirtschaftliche Konkurrenz zum Sueskanal und vor allem als militärische Bedrohung des Kanals einstufte. Um den Bau zu verhindern, wurde sogar in einer militärischen Drohgeste im Mai 1906 die britische Mittelmeerflotte vor den Dardanellen und vor Istanbul aufgefahren. Ein weiterer Versuch wurde während des Zweiten Weltkriegs mit dem Projekt der Bahnstrecke Ma’an–Aqaba unternommen, mit deren Bau zwar begonnen, das aber nie zu Ende geführt wurde. Die Aqababahn wurde so erst siebzig Jahre nach dem ersten Versuch, sie zu errichten, in Betrieb genommen.

## Errichtung

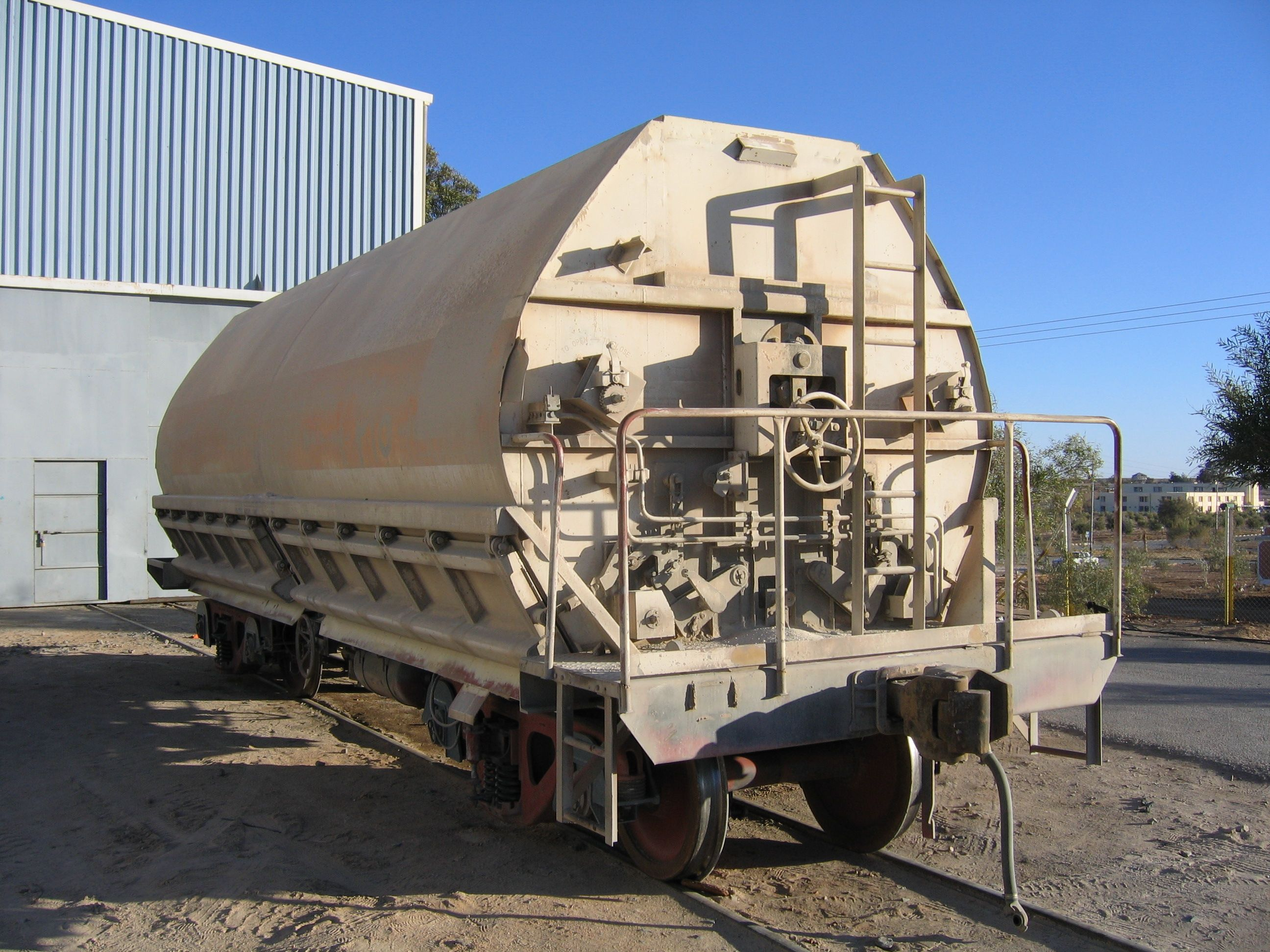
Phosphatwagen

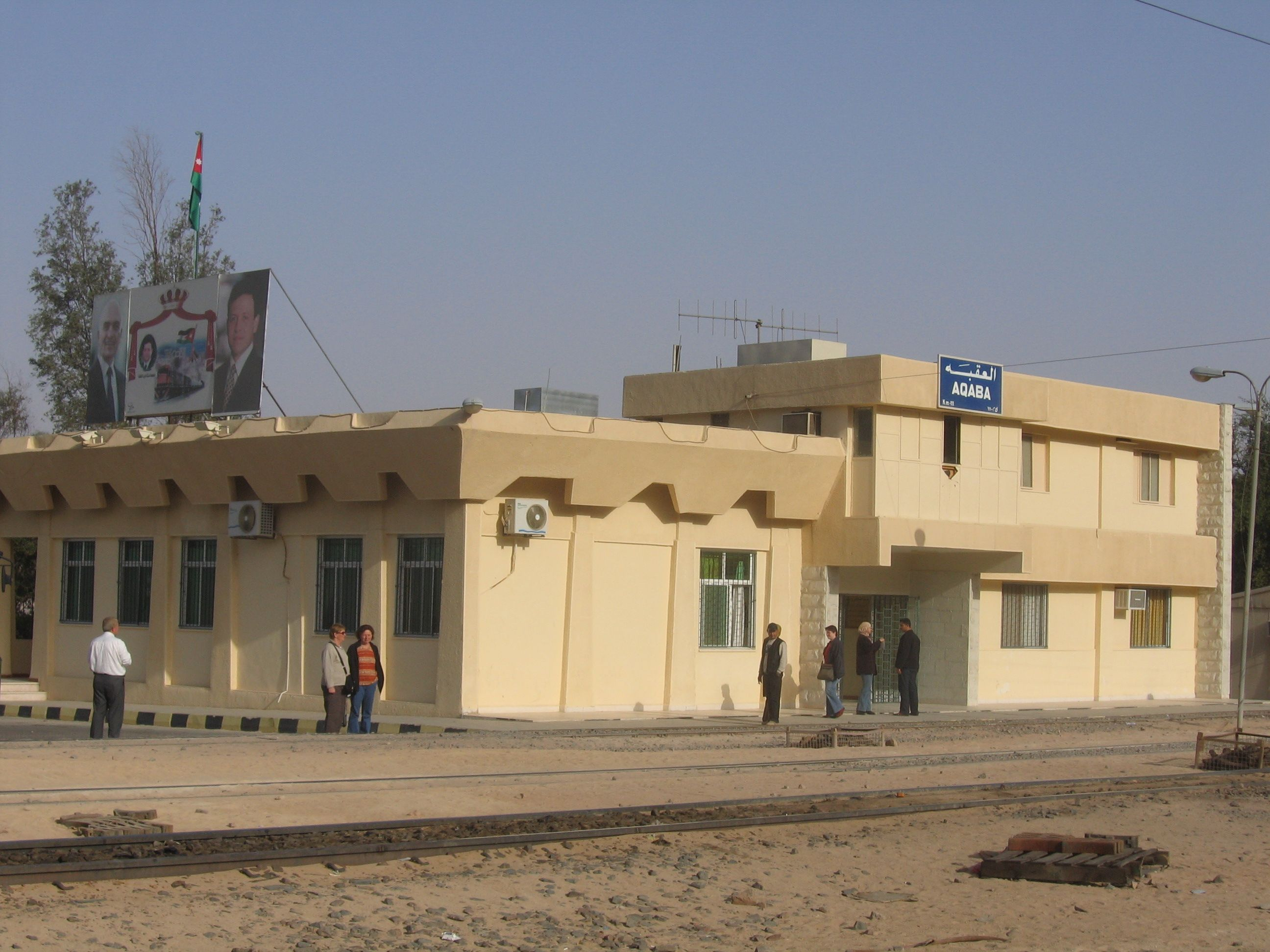
Bahnhof Akaba (Betriebswerk)

Sonderzug am Bahnhof Wadi Rum

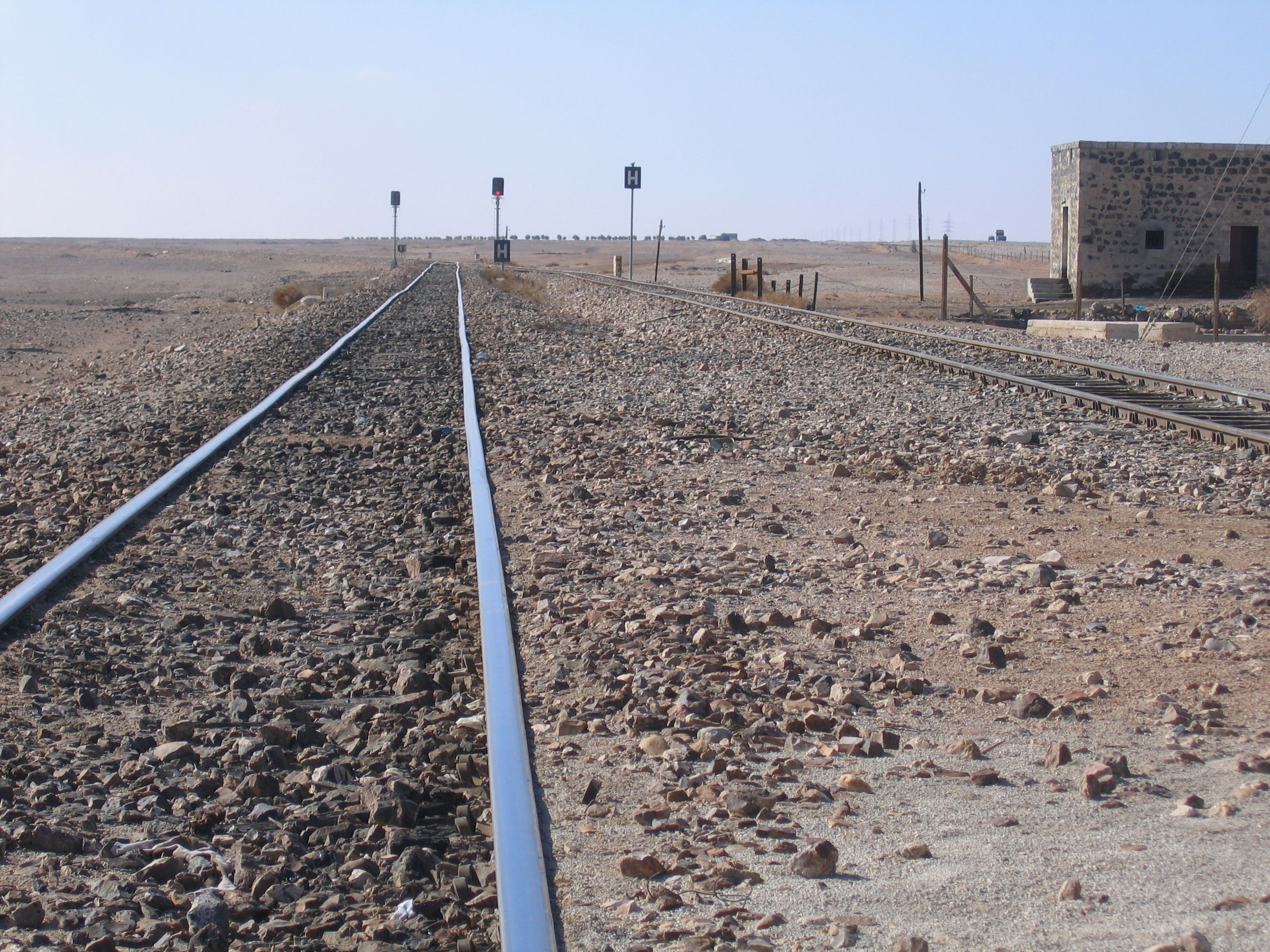
Bahnhof Anese an dem von der Phosphat Railway Cooperation genutzten Teil der Hedschasbahn

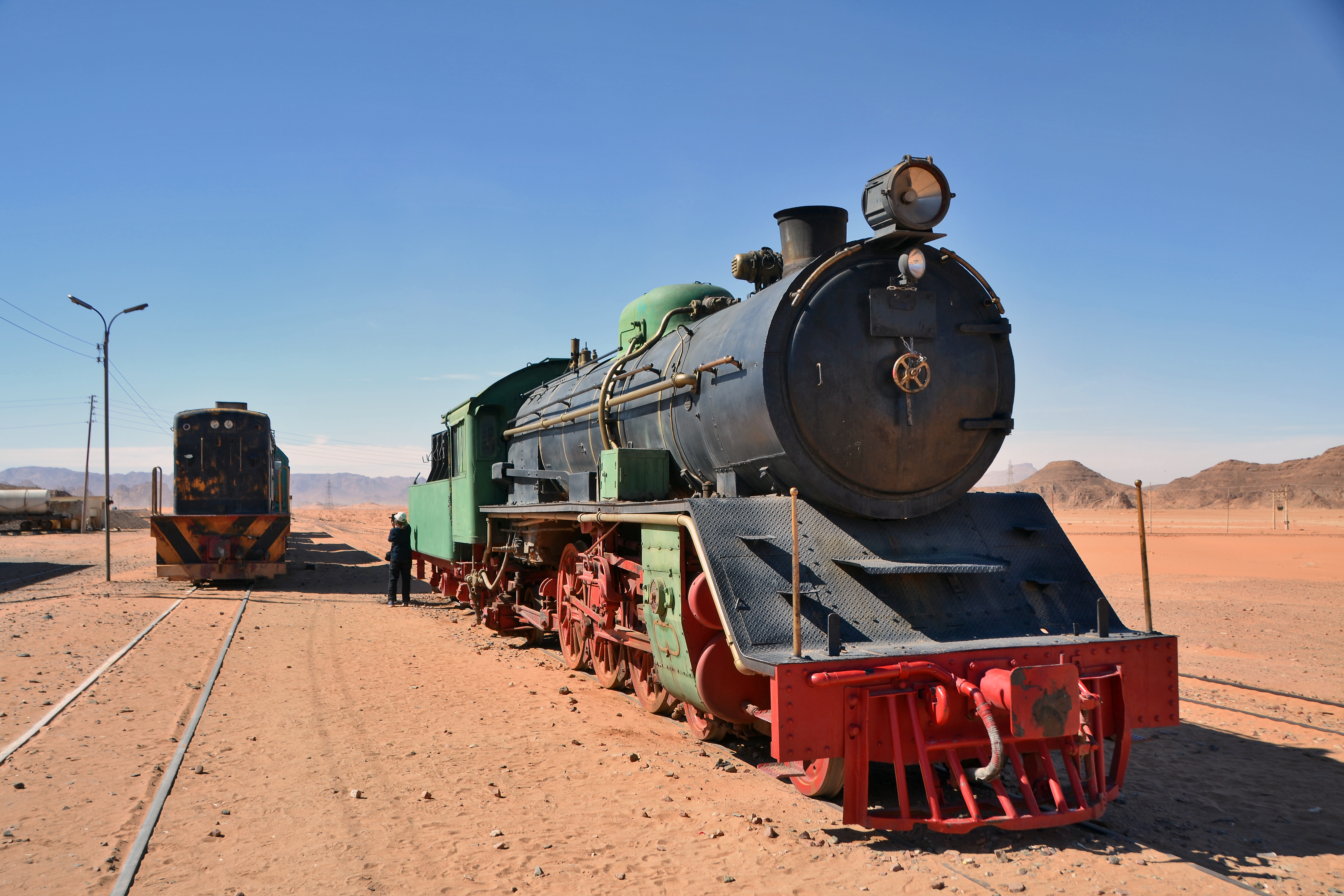
Bahnhof Wadi Rum – 5. März 2020

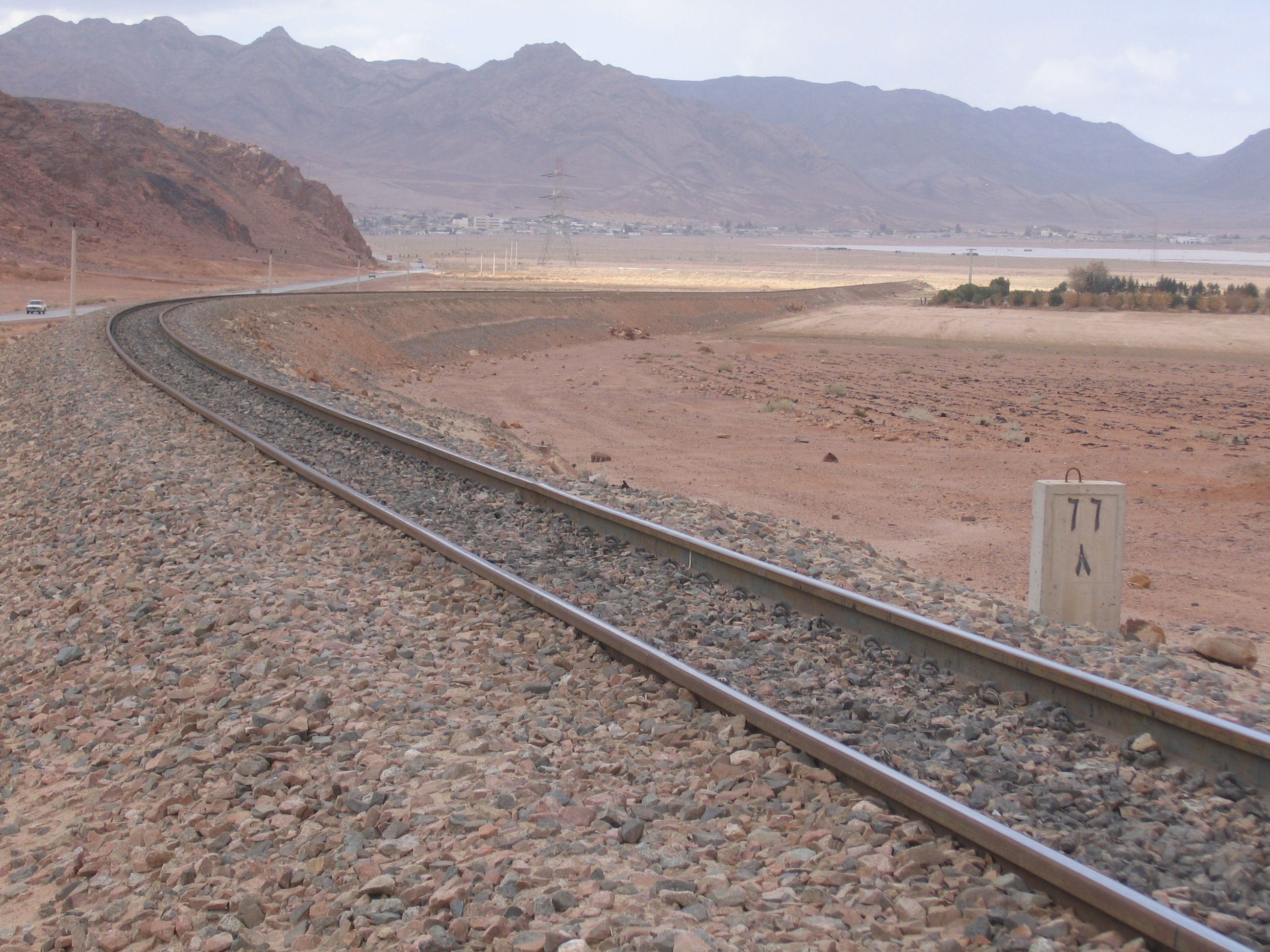
Neubaustrecke westlich von Wadi Rum

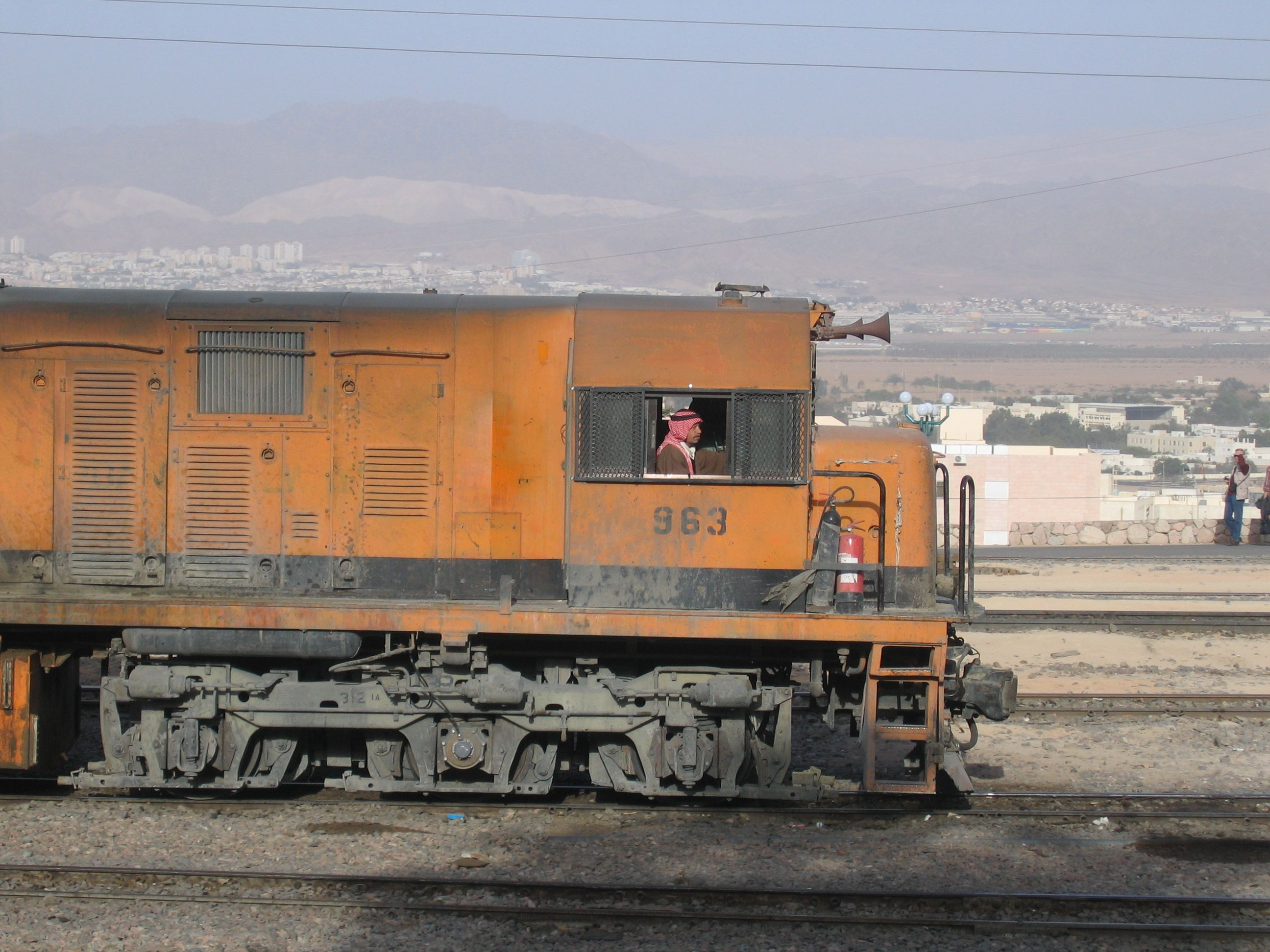
Lok im Bahnhof von Akaba

Nach grundsätzlichen Untersuchungen über ein geeignetes System für diese Transportleistung entschied sich Jordanien für eine Bahnverbindung, die
- den Streckenabschnitt der Stammstrecke der Hedschasbahn zwischen den Bahnhöfen Faraifa und Batn al-Ghul nutzt und
- ab Batn al-Ghul bis Akaba eine Neubaustrecke erforderte.

1965 legte ein deutsches Ingenieurbüro unter Mithilfe der Deutschen Bundesbahn ein Gutachten über Streckenvarianten vor. Die Zweigstrecke Batn al-Ghul–Aqaba wurde darauf gründend ab 1972 errichtet, die Stammstrecke der Hedschasbahn im genutzten Abschnitt saniert. Die Phosphatgruben erhielten Anschlussgleise.
Der Streckenabschnitt Faraifa–Batn al-Ghul ist nach wie vor Eigentum der Hedschasbahn, einer unveräußerlichen, religiösen Stiftung (Waqf), und war für den Betrieb durch die Phosphat Railway Cooperation gepachtet. Finanziert wurde das Projekt mit einem langfristigen Darlehen der Kreditanstalt für Wiederaufbau an Jordanien im Rahmen der deutschen Entwicklungshilfe über 232,7 Mio. DM.
Am 6. Oktober 1975 eröffnete der damalige jordanische Kronprinz Hassan ibn Talal die Bahn.

## Betrieb
Der Verkehr wurde von der Phosphat Railway Cooperation mit etwa 800 Mann Personal betrieben. Die gesamte Strecke wurde durch Lichtsignale gesichert. Die Kilometrierung erfolgt von Aqaba al-Hidschaziyya (Hitiya) und zählt Richtung Akaba, während auf dem übrigen befahrenen Abschnitt der Hedschasbahn die dortige, historische Kilometrierung verwendet wird.
Auf der Strecke verkehrten täglich drei bis sechs Zugpaare – abhängig davon, ob und wie viele Schiffe im Hafen von Akaba zu beladen waren. Die Züge verkehrten in Doppeltraktion in einer Länge bis zu 32 Wagen. Für Touristen wurden Sonderfahrten mit kalter, von einer Diesellok geschobener Dampflokomotive, zwischen Akaba und Wadi Rum durchgeführt.

## Ende und Zukunft
Im März 2018 wurde der Betrieb eingestellt, da die neuen Hafenanlagen in Akaba keinen Gleisanschluss mehr haben und der Bereich des alten Hafens für eine Erweiterung des Stadtzentrums verwendet werden soll. Die Gleise wurden dort abgebaut.
Im September 2024 unterzeichneten die Vereinigten Arabischen Emirate und Jordanien eine Absichtserklärung, wonach Etihad Rail ein 360 Kilometer langes Schienennetz vom Hafen Aqaba bauen und betreiben wird. Geplant ist eine Y-Trasse von Aqaba zu den Bergbaubetrieben in Al Shidiya, im Südosten des Landes, einerseits und nach Chor Al Safi in der Nähe des Südendes des Toten Meeres. Die Ausschreibungen für die Bauarbeiten sollen Anfang 2026 erfolgen.

## Lokomotiven
Typ U17,  7 Stück, Baujahr 1974
Typ U18,  3 Stück, Baujahr 1977
Typ U20, 12 Stück, Baujahr 1980
Typ C24,  4 Stück, Baujahr 2007

## Güterwagen
Bauart Bar-Metro, Leergewicht 21 t, Nutzlast 42 t, Baujahr 1974
Bauart Gregg, Leergewicht 20 t, Nutzlast 42 t, Baujahr 1979
Bauart Samsung, Leergewicht 18 t, Nutzlast 42 bis 47 t, Baujahr 1986